# 姫路市立網干中学校
姫路市立網干中学校（ひめじしりつ あぼしちゅうがっこう）は、兵庫県姫路市網干区新在家にある公立中学校。

## 沿革
戦後の学制改革により姫路市が設置した新制中学校14校のうちのひとつである。1947年3月の姫路市新学制実施準備協議会の第1回会合では網干校区に設置する「第十三中学校」の原案が示され、4月2日の第2回会合ではこれを「網干中学校」と改めた。4月7日の第3回会合では校区割について2小学校区ごとに1中学校の原則の中、本校のみが1小学校区1中学校であることから、全体の合意を得ることに困難を極め、当時の網干地区の重要性・特異性がうかがわれる。
- 1947年（昭和22年）5月10日 - 網干小学校講堂にて開校式挙行。校舎は網干小の一部と芝浦電気網干工場青年学校を借用。
- 1947年（昭和23年）~1950年（昭和25年） - 新校地として東洋紡績網干工場予定地を取得。
- 1952年（昭和27年）11月10日 - 校歌制定
- 1955年（昭和30年）3月7日 - 校旗制定
- 1994年（平成6年）10月30日 - 第47回全日本合唱コンクール全国大会において金賞受賞[2]

## 部活動

### 運動部
- 野球部
- サッカー部
- 女子バレーボール部
- バスケットボール部
- ソフトテニス部
- 剣道部
- 卓球部
- 陸上競技部
- 相撲部

### 文化部
- 吹奏楽部
- 美術部

## 通学区域
以下の小学校の通学区域。おおむね姫路市網干区の南部が該当する。
- 姫路市立網干小学校
- 姫路市立網干西小学校

### 区域の様子
網干市街の中心地に位置していて、古くからの町並みが残っている。浜手側は工場地帯である。
- 兵庫県警察網干警察署：本校に隣接している。

### アクセス
- 山陽電鉄網干線山陽網干駅下車、南へ300m。

## 著名な出身者
- 白竜山憲史（大相撲力士、元幕内）第44期卒業生
- 西尾 彰人 JBC（ジャパンボクシングコミッション）元日本スーパーライト級Bクラス7位（姫路木下ボクシングジム所属）中学3年間サッカー部に在籍、兵庫県大会3位

## 通学区域が隣接している学校
- 姫路市立広畑中学校 （海を挟んで隣接。）
- 姫路市立大津中学校
- 姫路市立朝日中学校
- たつの市立御津中学校